# Șanțul calcarin

Faţa medială a emisferei cerebrale.

Șanțul calcarin (Sulcus calcarinus) sau scizura calcarină, fisura calcarină (Fissura calcarina), scizura posthipocampală este o fisură (șanț) adâncă pe față medială a lobului occipital, ușor curbată cu convexitatea superioară și care se extinde de la istmul girusului cingular înapoi spre polul occipital, marcând limita dintre girusul lingual aflat mai jos și cuneus aflat mai sus. Buza superioară și inferioară a șanțului calcarin reprezintă aria striată vizuală (aria 17 Brodmann).
Șanțul calcarin începe în dreptul polului occipital. Cu toate că obișnuit este limitat la suprafața medială a lobului occipital, capătul lui posterior poate ajunge pe suprafața laterală a emisferului. Are o direcție anterosuperioară și întâlnește șanțul parietooccipital sub un unghi ascuțit, posterior de spleniul corpului calos. Continuat anterior, el trece peste marginea inferomedială a emisferului și formează limita inferolaterală a istmului girusului fornicat (cingular), care leagă girusul cingular cu girusul parahipocampal. Șanțul calcarin este adânc și produce o proeminență, numită calcar avis (pintenele lui Morand) în peretele cornului posterior al ventriculului lateral.
Cortexul vizual primar se află pe marginea superioară (buza superioară) și inferioară (buză inferioară) a porțiunii posterioare a șanțului calcarin, posterior de joncțiunea cu șanțul parietooccipital.